# WTA-toernooi van Berkeley
| Plaats van handeling \| 1890–1891 \| San Rafael \| \| 1892 \| Oakland \| \| 1893–1895 1898–1906 \| San Rafael \| \| 1907–1910 \| Monterey \| \| 1911–1912 \| Santa Cruz \| \| 1913 \| Monterey \| \| 1914 \| San José \| \| 1915 \| San Francisco \| \| 1916 \| Monterey \| \| 1917 \| Oakland \| \| 1918 \| Los Angeles \| \| 1919–1926 \| Berkeley \| \| 1927 \| San Francisco \| \| 1928–1947 \| Berkeley \| \| 1948 \| San Francisco \| \| 1949–1971 \| Berkeley \| \| 1972 \| Albany \| |               |
| 1890–1891 | San Rafael    |
| 1892 | Oakland       |
| 1893–1895 1898–1906 | San Rafael    |
| 1907–1910 | Monterey      |
| 1911–1912 | Santa Cruz    |
| 1913 | Monterey      |
| 1914 | San José      |
| 1915 | San Francisco |
| 1916 | Monterey      |
| 1917 | Oakland       |
| 1918 | Los Angeles   |
| 1919–1926 | Berkeley      |
| 1927 | San Francisco |
| 1928–1947 | Berkeley      |
| 1948 | San Francisco |
| 1949–1971 | Berkeley      |
| 1972 | Albany        |

Het WTA-toernooi van Berkeley was een tennistoernooi voor vrouwen dat van 1890 tot en met 1972 plaatsvond in verschillende steden langs de Amerikaanse Pacifische kust van Californië, voor het merendeel van zijn bestaan in Berkeley. De officiële naam van het toernooi was Pacific Coast Championships. In de jaren 1948–1950 viel het toernooi samen met de US Hardcourt Championships.

## Meervoudig winnaressen enkelspel
| speelster                   | aantal titels | in de jaren                        |
| --------------------------- | ------------- | ---------------------------------- |
| Margaret Osborne            | 6             | 1936, 1941, 1942, 1944, 1946, 1947 |
| Helen Wills(-Moody)         | 4             | 1922, 1923, 1925, 1930             |
| Darlene Hard                | 4             | 1960–1963                          |
| Margaret Court              | 3             | 1968, 1969, 1972                   |
| Helen Jacobs                | 2             | 1926, 1927                         |
| Edith Cross                 | 2             | 1928, 1931                         |
| Ethel Burkhardt(-Arnold)    | 2             | 1929, 1935                         |
| Alice Marble                | 2             | 1932, 1933                         |
| Virginia Wolfenden(-Kovacs) | 2             | 1940, 1954                         |
| Judy Tegart                 | 2             | 1964, 1965                         |

## Enkel- en dubbelspeltitel in één jaar
| speelster             | in het jaar                  |
| --------------------- | ---------------------------- |
| Helen Wills           | 1923                         |
| Edith Cross           | 1931                         |
| Margaret Osborne      | 1941, 1942, 1944, 1946, 1947 |
| Louise Brough         | 1943                         |
| Patricia Canning-Todd | 1950                         |
| Dorothy Head          | 1951                         |
| Shirley Fry           | 1952                         |
| Maureen Connolly      | 1953                         |
| Angela Mortimer       | 1955                         |
| Shirley Bloomer       | 1956                         |
| Darlene Hard          | 1960–1963                    |
| Judy Tegart           | 1964, 1965                   |
| Margaret Court        | 1968, 1969                   |

## Finales

### Enkelspel
| Datum      | Naam                              | Ondergrond        | Winnares              | Verliezend finaliste | Uitslag         | Ref    |
| ---------- | --------------------------------- | ----------------- | --------------------- | -------------------- | --------------- | ------ |
| 1922-05-08 | Pacific Coast Championships       | gravel, buiten    | Helen Wills           | Anna Leachman        | 6-1, 6-0        | [ 2 ]  |
| 1923-06-23 | Pacific Coast Championships       | gravel, buiten    | Helen Wills           | Charlotte Hosmer     | 6-2, 6-0        | [ 3 ]  |
| 1924-06-21 | Pacific Coast Championships       | gravel, buiten    | Charlotte Hosmer      | Avery Follett        | 8-6, 2-6, 6-3   | [ 4 ]  |
| 1925-06-20 | Pacific Coast Championships       | gravel, buiten    | Helen Wills           | Charlotte Hosmer     | 6-4, 6-0        | [ 5 ]  |
| 1926-06-12 | Pacific Coast Championships       | gravel, buiten    | Helen Jacobs          | Helen Baker          | 3-6, 6-4, 6-0   | [ 6 ]  |
| 1927-05-21 | Pacific Coast Championships       | gravel, buiten    | Helen Jacobs          | May Sutton-Bundy     | 6-3, 6-2        | [ 7 ]  |
| 1928-06-23 | Pacific Coast Championships       | gravel, buiten    | Edith Cross           | Anna Harper          | 8-6, 6-2        | [ 8 ]  |
| 1929-06-08 | 40th Pacific Coast Championships  | gravel, buiten    | Ethel Burkhardt       | Anna Harper          | 6-4, 6-0        | [ 9 ]  |
| 1930-09-27 | Pacific Coast Championships       | gravel, buiten    | Helen Wills-Moody     | Anna Harper          | 6-3, 6-1        | [ 10 ] |
| 1931-09-26 | Pacific Coast Championships       | gravel, buiten    | Edith Cross           | Dorothy Weisel       | 6-4, 2-6, 7-5   | [ 11 ] |
| 1932-09-24 | Pacific Coast Championships       | gravel, buiten    | Alice Marble          | Anna Harper          | 6-2, 6-2        | [ 12 ] |
| 1933-09-30 | Pacific Coast Championships       | gravel, buiten    | Alice Marble          | Dorothy Round        | 6-4, 6-1        | [ 13 ] |
| 1934-09-29 | 45th Pacific Coast Championships  | gravel, buiten    | Kay Stammers          | Freda James          | 4-6, 6-3, 6-4   | [ 14 ] |
| 1935-09-28 | Pacific Coast Championships       | gravel, buiten    | Ethel Arnold          | Carolin Babcock      | 6-3, 6-3        | [ 15 ] |
| 1936-09-26 | Pacific Coast Championships       | gravel, buiten    | Margaret Osborne      | Virginia Wolfenden   | 0-6, 6-1, 6-3   | [ 16 ] |
| 1937-09-25 | Pacific Coast Championships       | gravel, buiten    | Anita Lizana          | Margot Lumb          | 6-2, 6-2        | [ 17 ] |
| 1938-10-01 | Pacific Coast Championships       | gravel, buiten    | Simonne Mathieu       | Nancye Wynne         | 6-1, 6-0        | [ 18 ] |
| 1939-09-30 | Pacific Coast Championships       | gravel, buiten    | Sarah Fabyan          | Virginia Wolfenden   | 6-4, 6-1        | [ 19 ] |
| 1940-09-28 | Pacific Coast Championships       | gravel, buiten    | Virginia Wolfenden    | Helen Jacobs         | 6-4, 6-2        | [ 20 ] |
| 1941-09-27 | Pacific Coast Championships       | gravel, buiten    | Margaret Osborne      | Patricia Canning     | 10-8, 2-6, 6-3  | [ 21 ] |
| 1942-09-26 | Pacific Coast Championships       | gravel, buiten    | Margaret Osborne      | Barbara Krase        | 6-1, 6-0        | [ 22 ] |
| 1943-09-25 | Pacific Coast Championships       | gravel, buiten    | Louise Brough         | Margaret Osborne     | 6-3, 2-6, 6-2   | [ 23 ] |
| 1944-09-23 | Pacific Coast Championships       | gravel, buiten    | Margaret Osborne      | Louise Brough        | 8-6, 3-6, 8-6   | [ 24 ] |
| 1945-09-22 | Pacific Coast Championships       | gravel, buiten    | Pauline Betz          | Margaret Osborne     | 6-2, 7-5        | [ 25 ] |
| 1946-09-28 | Pacific Coast Championships       | gravel, buiten    | Margaret Osborne      | Barbara Krase        | 6-4, 6-1        | [ 26 ] |
| 1947-09-27 | Pacific Coast Championships       | gravel, buiten    | Margaret Osborne      | Dorothy Head         | 6-1, 6-2        | [ 27 ] |
| 1948-10-05 | US Hard Court Championships       | hardcourt, buiten | Gussie Moran          | Virginia Kovacs      | 2-6, 6-1, 6-2   | [ 28 ] |
| 1949-09-19 | US Hard Court Championships       | hardcourt, buiten | Doris Hart            | Dorothy Head         | 6-3, 6-4        | [ 29 ] |
| 1950-09-18 | US Hard Court Championships       | hardcourt, buiten | Patricia Canning-Todd | Magda Rurac          | 6-2, 6-1        | [ 30 ] |
| 1951-09-17 | Pacific Coast Championships       | hardcourt, buiten | Dorothy Head          | Anita Kanter         | 13-11, 4-6, 6-0 | [ 31 ] |
| 1952-09-20 | Pacific Coast Championships       | hardcourt, buiten | Shirley Fry           | Thelma Coyne-Long    | 7-9, 6-2, 6-4   | [ 32 ] |
| 1953-09-19 | Pacific Coast Championships       | hardcourt, buiten | Maureen Connolly      | Shirley Fry          | 6-0, 9-7        | [ 33 ] |
| 1954-09-20 | Pacific Coast Championships       | hardcourt, buiten | Virginia Kovacs       | Anne Shilcock        | 9-7, 6-1        | [ 34 ] |
| 1955-09-25 | Pacific Coast Championships       | hardcourt, buiten | Angela Mortimer       | Shirley Bloomer      | 4-6, 6-3, 6-4   | [ 35 ] |
| 1956-09-22 | Pacific Coast Championships       | hardcourt, buiten | Shirley Bloomer       | Dorothy Cheney       | 6-0, 6-1        | [ 36 ] |
| 1957-09-22 | Pacific Coast Championships       | hardcourt, buiten | Althea Gibson         | Louise Brough        | 6-4, 6-3        | [ 37 ] |
| 1958-09-22 | Pacific Coast Championships       | hardcourt, buiten | Christine Truman      | Darlene Hard         | 6-2, 6-4        | [ 38 ] |
| 1959-09-28 | Pacific Coast Championships       | hardcourt, buiten | Dorothy Knode         | Ann Haydon           | 7-5, 6-4        | [ 39 ] |
| 1960-09-26 | Pacific Coast Championships       | hardcourt, buiten | Darlene Hard          | Ann Haydon           | 6-2, 6-3        | [ 40 ] |
| 1961-09-25 | Pacific Coast Championships       | hardcourt, buiten | Darlene Hard          | Ann Haydon           | 3-6, 7-5, 6-3   | [ 41 ] |
| 1962-09-24 | Pacific Coast Championships       | hardcourt, buiten | Darlene Hard          | Renée Schuurman      | 6-3, 6-3        | [ 42 ] |
| 1963-09-23 | Pacific Coast Championships       | hardcourt, buiten | Darlene Hard          | Maria Bueno          | 6-3, 6-3        | [ 43 ] |
| 1964-09-21 | Pacific Coast Championships       | hardcourt, buiten | Judy Tegart           | Mimi Arnold          | 6-2, 6-4        | [ 44 ] |
| 1965-09-27 | Pacific Coast Championships       | hardcourt, buiten | Judy Tegart           | Rosie Casals         | 6-4, 3-6, 7-5   | [ 45 ] |
| 1966-09-26 | Pacific Coast Championships       | hardcourt, buiten | Maria Bueno           | Rosie Casals         | 6-4, 2-6, 6-1   | [ 46 ] |
| 1967-09-25 | Pacific Coast International       | hardcourt, buiten | Françoise Dürr        | Carole Graebner      | 6-3, 6-3        | [ 47 ] |
| 1968-09-23 | Pacific Coast Championships       | hardcourt, buiten | Margaret Court        | Maria Bueno          | 6-4, 7-5        | [ 48 ] |
| 1969-09-30 | Pacific Coast International       | hardcourt, buiten | Margaret Court        | Winnie Shaw          | 6-4, 5-7, 6-0   | [ 49 ] |
| 1970-09-28 | Pacific Coast Championships       | hardcourt, buiten | Nancy Richey          | Rosie Casals         | 7-6, 6-4        | [ 50 ] |
| 1971-09-27 | Redwood Bank International Open   | hardcourt, buiten | Marcie Louie          | Barbara Downs        | 7-5, 6-3        | [ 51 ] |
| 1972-09-18 | Golden Gate Pacific Coast Classic | hardcourt, buiten | Margaret Court        | Billie Jean King     | 6-4, 6-1        | [ 52 ] |

### Dubbelspel
| Datum      | Naam                              | Ondergrond        | Winnaressen                            | Verliezend finalistes                  | Uitslag        |        |
| ---------- | --------------------------------- | ----------------- | -------------------------------------- | -------------------------------------- | -------------- | ------ |
| 1923-06-23 | Pacific Coast Championships       | gravel, buiten    | Hazel Wightman Helen Wills             | Mrs JC Cushing Carmen Tarilton         | 6-2, 6-2       | [ 3 ]  |
| 1924-06-21 | Pacific Coast Championships       | gravel, buiten    | Avery Follett Carolyn Swartz           | Golda Gross Anna Leachman              | 1-6, 6-1, 6-4  | [ 4 ]  |
| 1926-06-12 | Pacific Coast Championships       | gravel, buiten    | Avery Follett Carolyn Swartz           | Adeline Brohm Margaret Fitch           | 8-10, 6-4, 6-1 | [ 6 ]  |
| 1927-05-21 | Pacific Coast Championships       | gravel, buiten    | May Sutton-Bundy Louise Dudley         | Winifred Suhr-Ottinger Marion Williams | 6-1, 9-7       | [ 7 ]  |
| 1928-06-23 | Pacific Coast Championships       | gravel, buiten    | Anna Harper Lucy Yates                 | Ethel Burkhardt Avery Follett          | 6-3, 6-3       | [ 8 ]  |
| 1929-06-08 | 40th Pacific Coast Championships  | gravel, buiten    | Anna Harper Lucy Yates                 | Ethel Burkhardt Josephine Cruickshank  | 6-3, 3-6, 6-4  | [ 9 ]  |
| 1930-09-27 | Pacific Coast Championships       | gravel, buiten    | Edith Cross Anna Harper                | Marjorie Gladman Marjorie Morrill      | 4-6, 6-3, 6-2  | [ 10 ] |
| 1931-09-26 | Pacific Coast Championships       | gravel, buiten    | Edith Cross Anna Harper                | Alice Marble Dorothy Weisel            | 6-4, 6-4       | [ 11 ] |
| 1932-09-24 | Pacific Coast Championships       | gravel, buiten    | Edith Cross Anna Harper                | Golda Gross Alice Marble               | 6-2, 6-2       | [ 12 ] |
| 1933-09-30 | Pacific Coast Championships       | gravel, buiten    | Mary Heeley Dorothy Round              | Alice Marble Elizabeth Ryan            | 1-6, 6-2, 6-4  | [ 13 ] |
| 1935-09-28 | Pacific Coast Championships       | gravel, buiten    | Freda James Kay Stammers               | Evelyn Dearman Nancy Lyle              | 8-6, 6-2       | [ 15 ] |
| 1936-09-26 | Pacific Coast Championships       | gravel, buiten    | Anna Harper Frances Umphred            | Elsie Gabel Golda Gross                | 7-5, 6-1       | [ 16 ] |
| 1937-09-25 | Pacific Coast Championships       | gravel, buiten    | Freda James Kay Stammers               | Helen Jacobs Dorothy Workman           | 6-1, 6-4       | [ 17 ] |
| 1938-10-01 | Pacific Coast Championships       | gravel, buiten    | Nancye Wynne Thelma Coyne              | Nell Hall-Hopman Dorothy Stevenson     | 8-6, 6-8, 6-2  | [ 18 ] |
| 1939-09-30 | Pacific Coast Championships       | gravel, buiten    | Patsy Brown Freda Hammersley           | Pauline Betz Jane Stanton              | 4-6, 6-0, 6-2  | [ 19 ] |
| 1940-09-28 | Pacific Coast Championships       | gravel, buiten    | Mary Hardwick Margaret Osborne         | Jacque Virgil Gracyn Wheeler           | 6-4, 6-4       | [ 20 ] |
| 1941-09-27 | Pacific Coast Championships       | gravel, buiten    | Patricia Canning Margaret Osborne      | Helen Gurley Margaret Jessee           | 6-4, 6-4       | [ 21 ] |
| 1942-09-26 | Pacific Coast Championships       | gravel, buiten    | Barbara Krase Margaret Osborne         | Bernice Fross Virginia Wolfenden       | 6-1, 6-1       | [ 22 ] |
| 1943-09-25 | Pacific Coast Championships       | gravel, buiten    | Louise Brough Margaret Osborne         | Patsy Brown Barbara Krase              | 6-3, 6-4       | [ 23 ] |
| 1944-09-23 | Pacific Coast Championships       | gravel, buiten    | Louise Brough Margaret Osborne         | Daphne Bucknell Phyllis Hunter         | 6-3, 6-2       | [ 24 ] |
| 1945-09-24 | Pacific Coast Championships       | gravel, buiten    | Louise Brough Margaret Osborne         | Dorothy Head Phyllis Hunter            | 6-1, 6-3       | [ 25 ] |
| 1946-09-28 | Pacific Coast Championships       | gravel, buiten    | Barbara Krase Margaret Osborne         | Dorothy Head Phyllis Hunter            | 6-2, 6-1       | [ 26 ] |
| 1947-09-27 | Pacific Coast Championships       | gravel, buiten    | Barbara Krase Margaret Osborne         | Dorothy Head Magda Rurac               | 6-4, 3-6, 6-4  | [ 27 ] |
| 1948-10-05 | US Hard Court Championships       | hardcourt, buiten | Louise Brough Margaret duPont          | Virginia Kovacs Sheila Summers         | 6-3, 6-3       | [ 28 ] |
| 1949-09-19 | US Hard Court Championships       | hardcourt, buiten | Virginia Kovacs Gussie Moran           | Shirley Fry Doris Hart                 | 6-2, 6-4       | [ 29 ] |
| 1950-09-18 | US Hard Court Championships       | hardcourt, buiten | Barbara Scofield Patricia Canning-Todd | Magda Rurac Wilma Smith                | 6-2, 6-4       | [ 30 ] |
| 1951-09-17 | Pacific Coast Championships       | hardcourt, buiten | Dorothy Head Janet Hopps               | Helen Fletcher Patricia Ward           | 6-2, 6-3       | [ 31 ] |
| 1952-09-20 | Pacific Coast Championships       | hardcourt, buiten | Shirley Fry Thelma Coyne-Long          | Janet Hopps Anita Kanter               | 3-6, 6-2, 6-2  | [ 32 ] |
| 1953-09-19 | Pacific Coast Championships       | hardcourt, buiten | Maureen Connolly Nell Hall-Hopman      | Dorothy Cheney Margaret Warren         | 6-3, 9-7       | [ 33 ] |
| 1954-09-20 | Pacific Coast Championships       | hardcourt, buiten | Patricia Naud Nancy Wolfenden          | Anne Shilcock Louise Isaacs            | 6-2, 6-3       | [ 34 ] |
| 1955-09-25 | Pacific Coast Championships       | hardcourt, buiten | Angela Mortimer Angela Buxton          | Shirley Bloomer Barbara Bradley        | 7-5, 6-3       | [ 35 ] |
| 1956-09-22 | Pacific Coast Championships       | hardcourt, buiten | Shirley Bloomer Marta Hernández        | Dorothy Cheney Margaret Warren         | 6-3, 10-8      | [ 36 ] |
| 1957-09-22 | Pacific Coast Championships       | hardcourt, buiten | Mary Hawton Janet Hopps                | Louise Brough Barbara Davidson         | 3-6, 6-4, 6-2  | [ 37 ] |
| 1958-09-22 | Pacific Coast Championships       | hardcourt, buiten | Maria Bueno Darlene Hard               | Thelma Coyne-Long Christine Truman     | 6-2, 6-2       | [ 38 ] |
| 1960-09-26 | Pacific Coast Championships       | hardcourt, buiten | Maria Bueno Darlene Hard               | Ann Haydon Christine Truman            | 6-2, 6-2       | [ 40 ] |
| 1961-09-25 | Pacific Coast Championships       | hardcourt, buiten | Darlene Hard Ann Haydon                | Edda Buding Deidre Catt                | 6-3, 6-2       | [ 41 ] |
| 1962-09-24 | Pacific Coast Championships       | hardcourt, buiten | Maria Bueno Darlene Hard               | Elizabeth Starkie Judy Tegart          | 6-4, 6-2       | [ 42 ] |
| 1963-09-23 | Pacific Coast Championships       | hardcourt, buiten | Maria Bueno Darlene Hard               | Deidre Catt Elizabeth Starkie          | 6-0, 6-4       | [ 43 ] |
| 1964-09-21 | Pacific Coast Championships       | hardcourt, buiten | Rita Bentley Judy Tegart               | Jane Albert Rosie Darmon               | 4-6, 10-8, 6-4 | [ 44 ] |
| 1965-09-27 | Pacific Coast Championships       | hardcourt, buiten | Carole Caldwell-Graebner Judy Tegart   | Rosie Casals Cecilia Martinez          | 6-1, 6-2       | [ 45 ] |
| 1966-09-26 | Pacific Coast Championships       | hardcourt, buiten | Rosie Casals Judy Tegart               | Winnie Shaw Virginia Wade              | 6-1, 6-4       | [ 46 ] |
| 1967-09-25 | Pacific Coast Championships       | hardcourt, buiten | Rosie Casals Billie Jean King          | Françoise Dürr Judy Tegart             | 6-3, 6-4       | [ 47 ] |
| 1968-09-23 | Pacific Coast Championships       | hardcourt, buiten | Maria Bueno Margaret Court             | Esmé Emanuel Maryna Godwin             | 6-2, 6-4       | [ 48 ] |
| 1969-09-30 | Pacific Coast Championships       | hardcourt, buiten | Margaret Court Lesley Hunt             | Kerry Harris Winnie Shaw               | 6-3, 6-4       | [ 49 ] |
| 1970-09-28 | Pacific Coast Championships       | hardcourt, buiten | Lesley Hunt Kristy Pigeon              | Judy Dalton Patti Hogan                | 6-2, 6-3       | [ 50 ] |
| 1971-09-27 | Redwood Bank International Open   | hardcourt, buiten | Cathie Anderson Barbara Downs          | Kate Latham Laurie Tenney              | default        | [ 51 ] |
| 1972-09-18 | Golden Gate Pacific Coast Classic | hardcourt, buiten | Ann Haydon-Jones Billie Jean King      | Margaret Court Lesley Hunt             | 7-5, 2-6, 7-6  | [ 52 ] |